# Jon Elmore
Jonathan Barett Elmore, detto Jon (Charleston, 20 dicembre 1996), è un cestista statunitense.